# 佐伯又三郎
佐伯 又三郎（さえき またさぶろう、生年不詳 - 文久3年8月10日（1863年9月22日））は、新選組が壬生浪士だった時代の副長助勤。
長州藩出身。田宮流窪田清音に学んだ旗本多門鎗次郎正文の門人だった。吉田松陰の兵学入門起請文中に、安政6年（1859）4月6日の日付で「佐伯又三郎」の名前がある。また、会津藩士本多四郎の『世話集聞記』には「江戸　佐伯又三郎」とある。
壬生浪士に斎藤一と参加したとされている。京都守護職・松平容保の前で、平山五郎と剣術の試合を披露している。芹沢鴨の一派と行動をともにしていたが、京都嶋原で何者かの手で殺害された。

## 佐伯の謎
佐伯にはその死をめぐり諸説がある。
芹沢が殺害
- 密偵行為がばれた。
- 芹沢の持ち物を盗んだ。
- 佐伯が佐々木愛次郎を殺したため。また愛次郎の妾、あぐりを強姦したため、あぐりを欲しがっていた芹沢に殺された。

長州藩士が殺害
- 島原で複数の長州藩士にからまれ、なぶり殺しにされた。
- スパイとしての行動に落ち度があった、あるいは二重スパイ行為がばれた。もともと久坂玄瑞の配下であり、壬生浪士に潜入していたが、佐伯の怠慢で情報を久坂に流さなくなり、本格的に壬生浪士に身を置くようになったので久坂により誅殺された。